# Лисиченська сільська рада (Амвросіївський район)
| Лисиченська сільська рада — колишній орган місцевого самоврядування у Амвросіївському районі Донецької області з адміністративним центром у селищі Лисиче. Сільській раді підпорядковані населені пункти: - с-ще Лисиче - с-ще Квашине - с-ще Харківське |

## Склад ради
Рада складалася з 16 депутатів та голови.

## Керівний склад сільської ради
| ПІБ                     | Основні відомості                                                         | Дата обрання | Дата звільнення |
| ----------------------- | ------------------------------------------------------------------------- | ------------ | --------------- |
| Сердюк Віктор Борисович | Сільський голова, 1959 року народження, освіта, безпартійний              | 26.03.2006   | 31.10.2010      |
| Сердюк Віктор Борисович | Сільський голова, 1959 року народження, освіта вища, член Партії регіонів | 31.10.2010   |                 |

Примітка: таблиця складена за даними джерела